# Saab 90
La 90 è un'autovettura prodotta dalla casa automobilistica svedese Saab dal 1984 al 1987. 
È stata prodotta a Uusikaupunki (Nystad) in Finlandia in uno stabilimento produttivo di proprietà Saab e Valmet.

## Contesto
Con l'uscita di produzione della 96 nel 1980 e con l'avvicinarsi della data stabilita per il termine della produzione della 99, Saab decise di progettare una vettura ibrida tra la 99 e la più moderna 900.
Per riuscire nell'intento, nel 1983 in un primo momento la scelta fu quella di unire il pianale anteriore della 900 e la zona posteriore della 99. L'opzione venne scartata in quanto la vettura risultò esteticamente troppo simile alla 900.
Successivamente nel 1984 procedettero in modo opposto ovvero la zona anteriore della 99 e la zona posteriore della 900 Sedan. I tecnici Saab di Nystad, soddisfatti dell'unione delle due scocche, denominarono il modello 90.

## Descrizione
Nel 1985 la 90 era disponibile in versione sedan a due porte con in dotazione il propulsore Saab 2,0 litri a quattro cilindri in linea aspirato (100 CV) disposto longitudinalmente a sbalzo ed abbinato alla trazione anteriore. Le sedi delle valvole sono state temprate rendendo possibile utilizzare come combustibile benzina senza piombo. Venne adottato anche un nuovo motorino di avviamento.
Era disponibile la trasmissione manuale a quattro oppure a cinque marce. La versione più sportiva venne dotata di trasmissione a cinque marce con rapporti corti e ravvicinati e venne abbinata ad un allestimento dotato di spoiler anteriore/posteriore e pneumatici con spalla ribassata.
Nel 1986 la vettura subí piccole modifiche meccaniche ed estetiche come l'introduzione degli indicatori di direzione laterali.
Nel 1987 venne modificato il carburatore (Zenith) per facilitare l'avviamento a temperature più basse.

### Saab 90 Lumikko
Un'edizione limitata denominata Saab 90 Lumikko, specifica per il mercato finlandese e assemblata dalla finlandese Scan-Auto, venne prodotta in dieci esemplari nel 1985. La Lumikko è dotata di body kit specifico, spoiler, cerchi della 900 Aero, tetto apribile, console centrale con strumentazione aggiuntiva e volante in pelle. Tutti gli esemplari vennero verniciati di bianco inclusi cerchi, paraurti, spoiler, griglia anteriore, specchi laterali e maniglie portiere. Nessuna modifica venne apportata a livello meccanico.